# Club MTV (Europa)
Club MTV, anteriormente MTV Dance, es un canal de televisión por suscripción europeo, propiedad de Paramount Global. Su programación está basada en vídeos musicales de electrónica, house y trance.

## Historia
El 7 de marzo de 2008 el canal inició su expansión por el resto de Europa, cuando MTV Networks Europe reemplazó a MTV Base por la señal británica de MTV Dance.
Desde el 11 de enero de 2011, MTV Dance se lanzó en Sky Italia reemplazando a MTV Pulse. El 2 de agosto de 2015 fue removido de Sky.
En 2014, MTV Dance así como MTV Hits y MTV Rocks iniciaron la transmisión de versiones europeas sin comerciales.
El 21 de mayo de 2019, Viacom International Media Networks anunciaba en un comunicado que dicho canal junto con MTV Rocks y MTV Hits cesarían en su versión del canal por el satélite Astra 19,2E, dejando la posibilidad de verlos a través de otras plataformas de cable o IPTV, o bien visualizarlos por el satélite Thor 0,8 oeste.
El 1 de septiembre de 2019, poco después del mediodía, MTV Dance cesó sus emisiones en el satélite Astra 19,2E.
El 1 de junio de 2020, fue renombrado como Club MTV.
El 1 de marzo de 2021, Club MTV expandió su área de transmisión a Medio Oriente y África del Norte en beIN Network.
El 1 de junio de 2021, Club MTV dejó de emitir en Rusia y en países de la CIS.

### América Latina
MTV Latinoamérica buscó un reemplazo de MTV Jams debido a los bajos ratings que el canal recibía por los televidentes. Al ya contar en América Latina con las señales europeas de MTV Live HD y VH1 Classic, MTV Media Networks Latin America optó por lanzar MTV Dance Europa en la región el 15 de diciembre del 2015.

## Programas actuales
- Big Tunes!
- Reload! Club Classics
- Ultimate Rap & R'n'B
- Non-Stop Bangerz!
- Club Caliente!
- Big Weekend Tunes!
- 100% Party Tunes!

## Logotipos

2014-2017
2017-2020
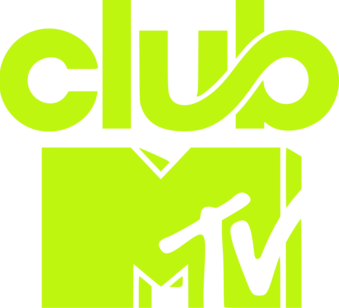
2020-2021
Desde 2021